# Прекаріат
Прекаріа́т — соціальний клас, який складають люди, що страждають від прекарності (нестабільного способу життя без довгострокових гарантій).

## Передумови виникнення
Виникнення прекаріату обумовлено такими обставинами. На початку 70-х рр. ХХ ст. прискорення процесу глобалізації у державах з ринковою економікою поставило на порядок денний питання про пошук нової, більш дієвої, ніж фордистсько-тейлорівська, моделі управління виробництвом — як у межах окремого підприємства, так і в загальнонаціональних масштабах. Такою моделлю була обрана так звана гнучкість. У західній літературі необхідність посилення гнучкості державно-правового регулювання ринку праці здебільшого розцінювалось як викликаний об'єктивними вимогами імператив сучасної розвиненої економіки. Однак гнучке регулювання трудових відносин стало, по суті, евфемізмом дерегулювання трудових відносин, відмовою від багатьох елементів соціальної та захисної функції трудового законодавства. Головне — зниження соціальних затрат на працівників.
Пов'язаним із гнучкістю є явище «перегонів на дно», яке відбувається шляхом того, що держави, котрі розвиваються, вступають у конкуренцію за залучення грошових потоків міжнародних інвесторів. У значно вигіднішому положенні у цій конкуренції перебувають країни, які пропонують більш комфортні умови для розміщення капіталу, що вкладаються у концепцію скорочення соціальних витрат. Тобто, що дешевша праця працівника у країні, то вигідніше там здійснювати виробництво. У підсумку між державами, які розвиваються, починається змагання з максимального зниження соціальних норм та мінімального контролю над їх виконанням.
Відповідно, прекаріат як верства населення виник у результаті посилення гнучкості правового регулювання трудових відносин та перенесення у ході «перегонів на дно» основної частини виробництва до тих країн, які пропонували інвесторам найнижчі соціальні стандарти. Означена ситуація повністю відповідає основним догматам неоліберальної економічної школи, які передбачають, що у природі капіталізму закладено створення багатства шляхом поширення бідності, і що капітал ініціює бідність з метою зростання багатства. У свою чергу, бідність може бути подолано завдяки посиленню конкурентної боротьби, у якій бідні перевершуватимуть один одного на ринку праці. Однак там, де соціальна система не враховує класового характеру суспільства, наслідки очевидні: подальше поглинання ринковою економічною системою та руйнування структур соціального захисту неминуче, що і є реальною причиною виникнення прекаріату.

## Характеристика

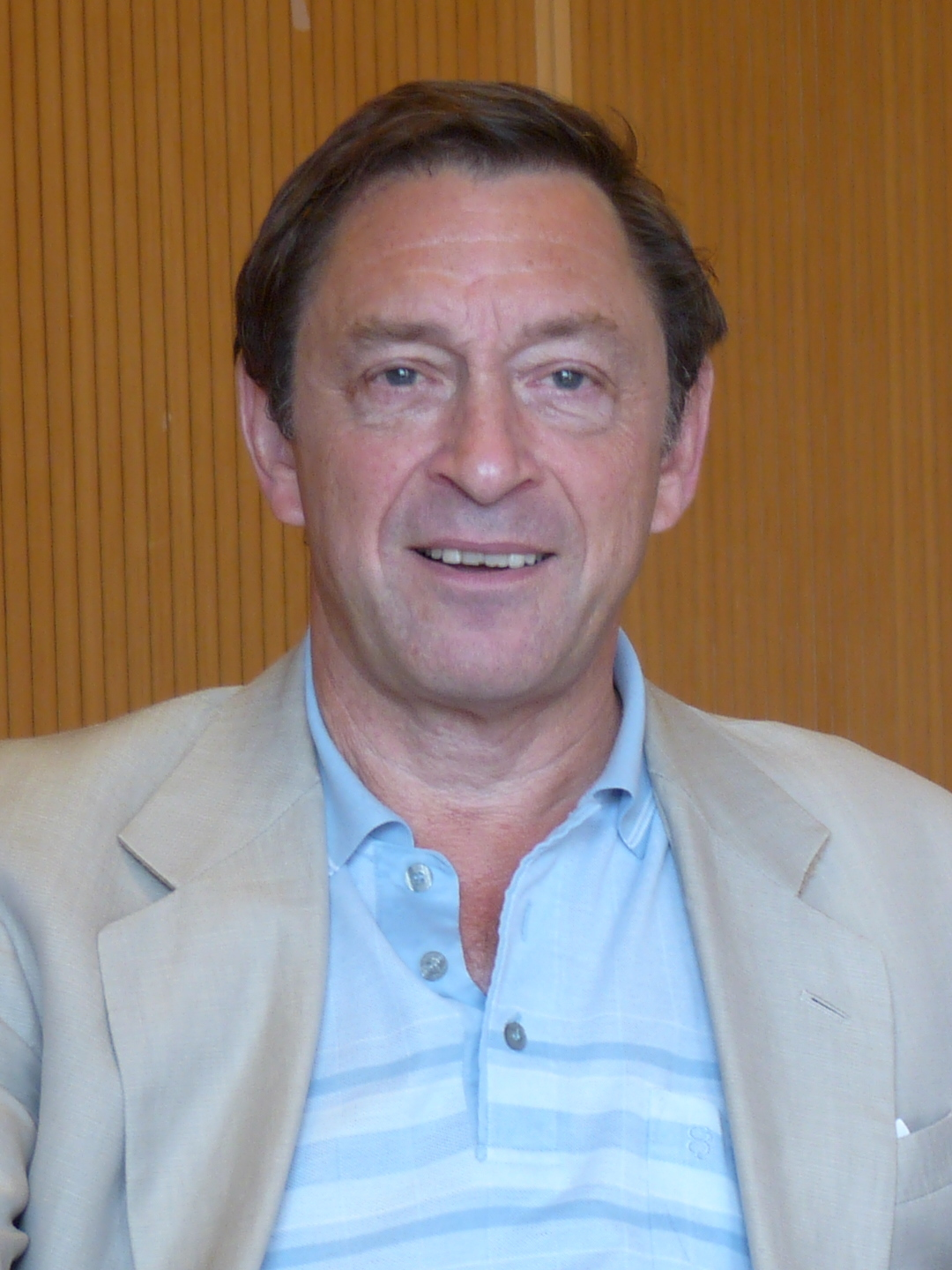
Ґай Стендінг

На відміну від класу пролетаріату — робітників 20-го століття, які за браком власних засобів виробництва продавали свою працю заради прожиття, представники прекаріату лише частково задіяні в працю і повинні вживати інтенсивних заходів, якщо вони хочуть мати доступ до робочих місць і гідної заробітної плати. Це поняття браку безпеки, що включає в себе переривчасту або неповну зайнятість, яка випливає у жалюгідне існування. Саме слово запропонував Гай Стендінг, воно є неологізмом, що походить від слів precarious (анг. непевний) і proletariat.
Гай Стендінг виділяє три групи прекаріату.
Перша складається з тих, хто налаштований атавістично, тобто озирається назад, пов'язує втрату почуття захищеності з реальним або уявним минулим. Батьки цих людей або навіть вони самі могли бути в минулому працівниками на заводах або в доках, але зараз вони випали з професії, спільноти, сім'ї. У них немає систематичної університетської освіти, і вони схильні прислухатися до популістів, які грають на їхніх страхах і кажуть, що всі проблеми пов'язані з приїжджими, з чужинцями. Саме цю карту розігрують такі люди, як Трамп, деякі політики в Росії, Східній Європі, прихильники Брексіта.
Друга група прекаріату складається з мігрантів, меншин та інших маргінальних груп, безпорадних і політично, і соціально. Саме ці групи популісти і демонізують. Ці люди схильні взагалі відмовлятися від участі у політичному житті, це занадто для них ризиковано. Ця група дуже велика, її учасники живуть з відчуттям неймовірної незахищеності, а головне — у них немає навіть домівки. Вони теж схильні до свого роду ностальгії, вони агресивні, тривожні, фрустровані.
Третя група — це освічені молоді люди, які пішли вчитися до університетів і яким були обіцяні майбутнє, кар'єра, можливість реалізувати себе. Але у результаті вони закінчили навчання з величезними боргами, без перспектив. Вони не будуть голосувати за Трампа або Брексіт. Але при цьому вони також не бачать на політичній арені сил, які представляли б їх та їх обдурені очікування. Вони налаштовані на боротьбу не тільки проти держави і олігархів, а й проти популістів, і ця боротьба вже починається. Вони хочуть жити у кращому суспільстві.

## Соціальна організованість
Гай Стендінг відзначає, що ще у 2011 році прекаріат у різних куточках землі був розрізненим і не відчував ідейної єдності. Через п'ять років люди поступово перестають сприймати себе невдахами і жертвами, так як усвідомлюють, що мільйони таких же, як вони, знаходяться в аналогічному положенні. Клас набуває сили, стає більшим. І найголовніше, що в епоху глобального капіталізму і зміни трудових відносин це необхідно. В них з'являється бажання включитися у суспільні процеси. Довгий час прекаріат, особливо освічена його частина, говорив: «Ми не хочемо зв'язуватися з політикою». За останні п'ять років пройшла Арабська весна, повстання Indignados (ісп. Indignados — обурені; рух в Іспанії у 2011 році) в Іспанії і почали з'являтися інші громадські рухи прекаріата. Їх дії доводять, що люди вже не хочуть залишатися осторонь: вони готові брати на себе відповідальність і брати участь в політичних процесах. На думку економіста, до 2020 року різними способами у світі будуть утворені нові політичні партії, що представляють прекаріат. Старі політики і політичні партії — соціалісти, соціал-демократи, комуністи — недоречні у XXI столітті.
В Іспанії існує прекарний рух «Подемос», який відкидає старий соціалізм і зараз є схожим на офіційну опозицію Іспанського уряду. В Італії прекарною партією є «Рух п'яти зірок». У Данії є новий альтернативний політичний рух Alternativat, в якому прекаріат отримує більше 10 відсотків голосів підтримки.

## Прекаріат та безумовний базовий дохід
Безумовний базовий дохід є формою соціального забезпечення, згідно з якою кожен громадянин повинен мати законом гарантований безумовний мінімум грошового забезпечення, який виплачується державою або місцевим органом самоврядування, на додаток до будь-якого доходу отриманого де-інде.
Гай Стендінг вважає, що саме введення базового доходу має вирішити проблему прекаріату. Цей дохід повинен покривати основні потреби, залишаючи проте можливість для забезпечення більш комфортного життя за рахунок безпосередньо роботи. Безумовний базовий дохід прискорить розвиток здорового суспільства, знизить ступінь громадянської незахищеності, сприятиме розвитку свободи і стане символом соціальної справедливості. Згідно з концепцією Ґая Стендінга, кожна людина має право на мінімальний гарантований дохід просто тому, що вона є громадянином своєї країни. У цьому випадку дохід перестає бути пов'язаним з трудовою діяльністю, люди отримують можливість більше не думати про свої ключові потреби, соціальна напруженість знижується.
Існує позиція, що сама поява прекаріату, який по своїй суті є тим самим пролетаріатом, списаним у категорію постійно безробітних та неповно зайнятих, генерує питання можливості соціального бунту знедолених у глобальному та локальному масштабах та необхідності пошуку соціальних технологій, здатних стримати, зменшити напругу та переналаштувати, наприклад, на споживання революційний потенціал мас безробітних. Базовий дохід є однією з таких соціальних технологій.